# Componistenwijk (Baarn)

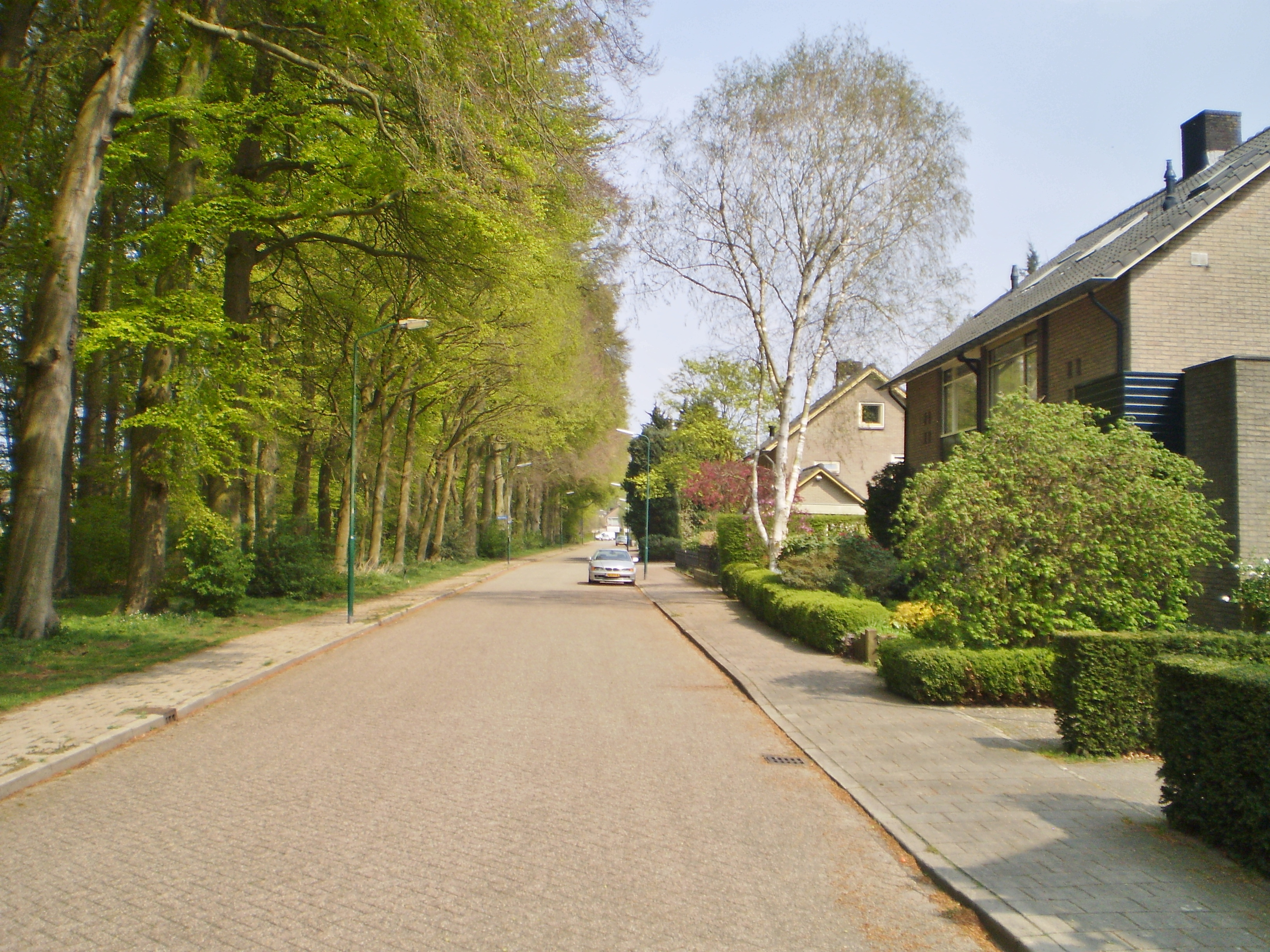
Bernhard Zweerslaan

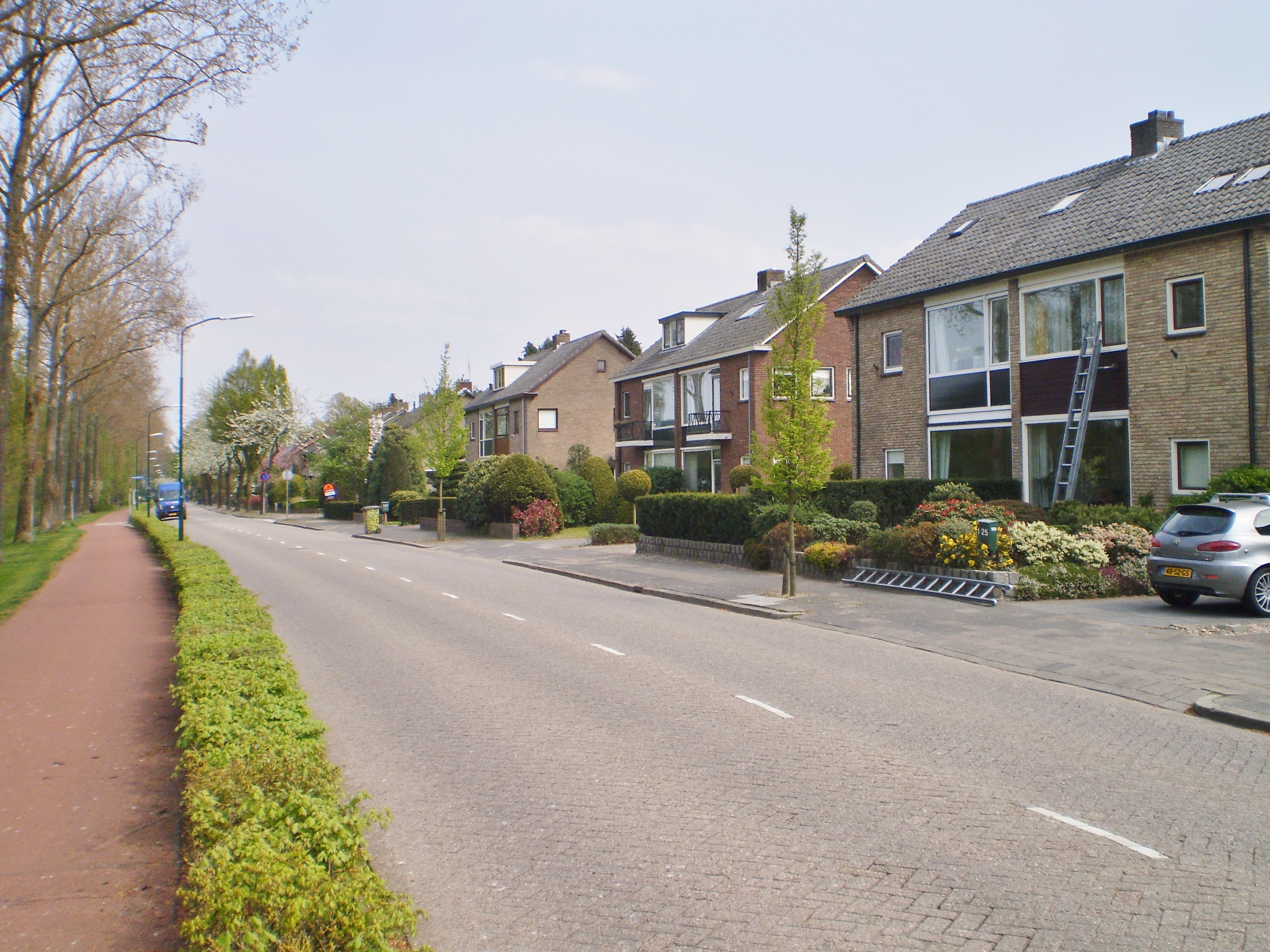
Drakenburgerweg

De Componistenwijk is een wijk in het noordwesten van de Nederlandse plaats Baarn. De wijk wordt begrensd door de Drakenburgerweg in het noorden, de Wagenaarlaan in het oosten, de van Heemstralaan in het zuiden en de Amsterdamsestraatweg (N221) in het westen.
De wijk werd in de jaren vijftig en zestig gebouwd. Het waren veel twee-onder-een-kapwoningen. In het oostelijke deel, tussen de Diepenbrocklaan en de Wagenaarlaan staan rijtjeswoningen. De Baarnse Professorenwijk en Staatsliedenbuurt werden eveneens rond die tijd gebouwd. In 2010 woonden er 995 mensen in de Componistenwijk. De rechte straten zijn zowel naar Nederlandse als naar buitenlandse componisten vernoemd. Wijkontsluiting vindt plaats via de Drakenburgerweg en de Van Heemstralaan, die in het verleden aansloot op de Amsterdamsestraatweg.
Aan de Amsterdamsestraatweg staat restaurant Greenfields, gebouwd in 1614, een van de oudste horecapanden in Baarn. Aan de overkant van het restaurant aan de Amsterdamsestraatweg stond in het verleden een tolhuisje. Langs de straatweg staat een drietal lage flats.
De wijk kenmerkt zich door lommerrijke lanen alsmede een bos midden in de wijk. Het bos staat in de volksmond bekend als het 'hoge bomen bos'. Dit stuk bos is niet aangeplant doch is onderdeel van de vroegere overtuin van kasteel Groeneveld dat aan de andere kant van de Amsterdamsestraatweg ligt.
De lanen in de componistenwijk zijn:
| Nederlandse componisten - Diepenbrocklaan - Cornelis Dopperlaan - Sweelincklaan - Willem Pijperlaan - Johannes Verhulstlaan - Viottalaan - Bernard Zweerslaan | Buitenlandse componisten - Bachlaan - Van Beethovenlaan - Chopinlaan - Haydnlaan - Schubertlaan - Strausslaan - Mozartlaan |

Amaliapark ·
Centrum ·
Componistenwijk ·
Eemdal ·
Noordschil ·
Oosterhei ·
Pekingtuin ·
Prins Hendrikpark ·
Professorenwijk ·
Rode Dorp ·
Schilderswijk ·
Schoonoordpark ·
Staatsliedenwijk ·
Transvaalwijk ·
Tuindorp ·
Wilhelminapark ·
Zandvoort ·
Zeeheldenwijk